# Phek
Phek é uma cidade e uma town area committee no distrito de Phek, no estado indiano de Nagalândia.

## Demografia
Segundo o censo de 2001, Phek tinha uma população de 12,863 habitantes. Os indivíduos do sexo masculino constituem 57% da população e os do sexo feminino 43%. Phek tem uma taxa de literacia de 74%, superior à média nacional de 59.5%: a literacia no sexo masculino é de 79% e no sexo feminino é de 67%. Em Phek, 18% da população está abaixo dos 6 anos de idade.